# Maria Helena Pader
Maria Helena Pader y Terry (Petrópolis, 13 de janeiro de 1945) é uma atriz, dubladora, radialista e locutora brasileira.

## Carreira
Na televisão é lembrada por personagens antipáticos e muito fofoqueiros como a Zuleika Gomes de Baila Comigo (1981), a Palmira Cantanhede de Corpo a Corpo (1984), a Júlia de O Rei do Gado (1996) e a Leontina de Lara com Z (2011). Já trabalhou com diversos autores, dentre eles Gilberto Braga, Manoel Carlos e Benedito Ruy Barbosa.
Já como dubladora, começou a trabalhar na década de 1970 e construiu extenso currículo, principalmente na empresa Herbert Richers. Papeis notáveis incluem Fran da Família Dinossauro, Sr.ª Medlock na animação O Jardim Secreto , Cruella de Vil na série animada e os filmes 101 Dálmatas e 102 Dálmatas, Anjelica Huston em filmes como A Família Addams, Sarabi em O Rei Leão e Evelyn Harper (Holland Taylor), mãe de Charlie (Charlie Sheen) e Alan Harper (Jon Cryer) na premiada série Dois Homens e Meio.
Foi indicada a Melhor Dubladora de Coadjuvante no Prêmio Yamato de 2005 por seu trabalho na primeira temporada da série Desaparecidos.

## Filmografia

### Televisão
| Ano  | Título                             | Personagem                               | Nota                                  |
| ---- | ---------------------------------- | ---------------------------------------- | ------------------------------------- |
| 1975 | Pecado Capital                     | Enfermeira                               |                                       |
| 1980 | Água Viva                          | Mary                                     |                                       |
| 1981 | Baila Comigo                       | Zuleide Gomes                            |                                       |
| 1982 | Sol de Verão                       | Irmã Luzia                               |                                       |
| 1984 | Corpo a Corpo                      | Palmira Cantanhede                       |                                       |
| 1986 | Cambalacho                         | Matilde                                  |                                       |
| 1987 | Bambolê                            | Mulher relacionada ao passado de Barreto | Participação Especial                 |
| 1988 | As Novas Aventuras do Ursinho Puff | Kan                                      | Dublagem da Herbert Richers           |
| 1991 | O Dono do Mundo                    | Irene                                    |                                       |
| 1992 | Deus Nos Acuda                     | Carmen                                   |                                       |
| 1994 | Incidente em Antares               | Vírginia                                 |                                       |
| 1996 | O Rei do Gado                      | Júlia                                    |                                       |
| 1998 | Dona Flor e Seus Dois Maridos      | Rejane Medrado                           |                                       |
| 2000 | A Muralha                          | Serafina Góes                            |                                       |
| 2008 | Toma Lá, Dá Cá                     | Nastácia Barafun                         | Episódio: "Até que a Morte nos Reúna" |
| 2009 | Cinquentinha                       | Leontina Ferreira                        |                                       |
| 2011 | Lara com Z                         | Leontina Ferreira                        |                                       |
| 2012 | As Brasileiras                     | Recepcionista do hospital                | Episódio: "A Justiceira de Olinda"    |
| 2012 | Gabriela                           | Madre Superiora                          | Episódios: "4–26 de outubro"          |
| 2014 | Em Família                         | Heloísa                                  |                                       |
| 2016 | A Regra do Jogo                    | Dona Suzana                              | Episódio: "25 de fevereiro"           |

### Cinema
| Ano  | Título                              | Personagem  |
| ---- | ----------------------------------- | ----------- |
| 1977 | As Muitas Aventuras do Ursinho Pooh | Kan         |
| 1998 | Oi Laura, Oi Luís                   |             |
| 2010 | Chico Xavier                        | Dona Mirian |
| 2016 | Mulheres no Poder                   | Senadora    |

## Teatro[6]
- 1956 - A Casa de Chá do Luar de Agosto
- 1957 - Nossa Vida com Papai
- 1957/1958 - Rua São Luís, 27 - 8º Andar
- 1957 - Os Interesses Criados
- 1959 - Plantão 21
- 1971 - O Marido Vai à Caça
- 1972 - Missa Leiga
- 1973 - O Efeito dos Raios Gama nas Margaridas do Campo
- 1974 - Esses Jovens Sonhadores e Seus Caminhos Maravilhosos
- 1974 - Um Bonde Chamado Desejo
- 1976 - Electra
- 1976 - Os Filhos de Kennedy
- 1976 - Ramon: O Filoteto Americano ‘leitura dramatizada’
- 1977 - É...
- 1978 - Réquiem
- 1979 - Fando e Lis
- 1985 - Rosa Tatuada
- 1986 - Morte na Chácara: Ana Clitemnestra
- 1986/1987 - A Casa de Bernarda Alba